# Lynyrd Skynyrd
Lynyrd Skynyrd je americká hudební skupina, hrající tzv. jižanský rock. Studentskou kapelu založila v létě roku 1964 v Jacksonville na Floridě tehdy ještě pod názvem "My Backyard" skupinka teenagerů ve složení: Ronnie Van Zant (zpěv), Allen Collins (kytara), Gary Rossington (kytara), Larry Junstrom (baskytara) a Bob Burns (bicí). Inspirací pro jejich hudební produkci byly beatové skupiny british invasion jako například Free, The Yardbirds, The Rolling Stones a The Beatles, jako i vlivy jiných hudebních žánrů jako jižanského blues a country & western.
Skupina si měnila názvy na "One Percent", či "Noble Five". Název se časem ustálil na "Leonard Skinnerd" podle jména Leonarda Skinnera, učitele tělocviku a basketbalového trenéra členů skupiny na škole Robert E. Lee High School v Jacksonville, který šikanoval Rossingtona a Burnse, protože si nechtěli ostříhat vlasy. Jejich škola nedovolovala, aby se vlasy dotýkaly školní uniformy. Z tohoto názvu potom vznikla finální, typicky jižanská verze ve tvaru "Lynyrd Skynyrd".
Skupina se do povědomí veřejnosti dostala hlavně v 70. letech. Jejich nejznámějšími skladbami byly "Free Bird" a "Sweet Home Alabama". Skladba "Free Bird" se nachází na třetím místě v seznamu nejlepších kytarových sól časopisu Guitar World.
Dne 20. října 1977 při leteckém neštěstí v blízkosti městečka McComb v Mississippi zahynuli Ronnie Van Zant, Steve Gaines a Cassie Gaines. Po této tragédii se skupina na deset let odmlčela. Od roku 1987 se v ní vystřídalo množství muzikantů. Dne 13. března 2006 byla skupina uvedena do Rock and Roll Hall of Fame.
Jejich písně byly použity např. ve filmech Forrest Gump, Con Air, Kingsman: Tajná služba, v seriálu Jmenuju se Earl či ve videohře Grand Theft Auto: San Andreas.

## Diskografie

### Studiová alba
- 1973 – (Pronounced 'Lĕh-'nérd 'Skin-'nérd)
- 1974 – Second Helping
- 1975 – Nuthin' Fancy
- 1976 – Gimme Back My Bullets
- 1977 – Street Survivors
- 1991 – Lynyrd Skynyrd 1991
- 1993 – The Last Rebel
- 1994 – Endangered Species
- 1997 – Twenty
- 1999 – Edge of Forever
- 2000 – Christmas Time Again
- 2003 – Vicious Cycle
- 2009 – God & Guns
- 2012 – Last of a Dyin' Breed

### Kompilace
- 1978 – Skynyrd's First And... Last
- 1979 – Gold & Platinum
- 1982 – The Best of the Rest
- 1987 – Legend
- 1989 – Skynyrd's Innyrds
- 1991 – Lynyrd Skynyrd
- 1997 – Old Time Greats
- 1997 – Boxed Set
- 1998 – The Essential Lynyrd Skynyrd
- 1998 – Skynyrd's First: The Complete Muscle Shoals Album
- 1999 – A Retrospective.
- 1999 – 20th Century Masters: The Millennium Collection: The Best of Lynyrd Skynyrd
- 1999 – Solo Flytes (Geffen)
- 2000 – All Time Greatest Hits
- 2000 – Then and Now
- 2003 – Thirty: The 30th Anniversary Collection
- 2005 – Then And Now, Vol. 2
- 2005 – Greatest Hits
- 2006 – Gold

### Koncerty a videa
- 1976 – One More from the Road
- 1988 – Southern By The Grace Of God
- 1988 – Lynyrd Skynyrd Tribute Tour
- 1996 – Freebird... The Movie
- 1996 – Freebird... The Movie
- 1996 – Southern Knights
- 1998 – Lyve From Steel Town
- 1998 – Lyve From Steel Town
- 2003 – Lynyrd Skynyrd Lyve: The Vicious Cycle Tour
- 2004 – Lynyrd Skynyrd Lyve: The Vicious Cycle Tour